# CPTP
CPTP (англ. Ceramide-1-phosphate transfer protein) – білок, який кодується однойменним геном, розташованим у людей на 1-й хромосомі. Довжина поліпептидного ланцюга білка становить 214 амінокислот, а молекулярна маса — 24 365.
| 10         |  | 20         |  | 30         |  | 40         |  | 50         |
| ---------- |  | ---------- |  | ---------- |  | ---------- |  | ---------- |
| MDDSETGFNL |  | KVVLVSFKQC |  | LDEKEEVLLD |  | PYIASWKGLV |  | RFLNSLGTIF |
| SFISKDVVSK |  | LRIMERLRGG |  | PQSEHYRSLQ |  | AMVAHELSNR |  | LVDLERRSHH |
| PESGCRTVLR |  | LHRALHWLQL |  | FLEGLRTSPE |  | DARTSALCAD |  | SYNASLAAYH |
| PWVVRRAVTV |  | AFCTLPTREV |  | FLEAMNVGPP |  | EQAVQMLGEA |  | LPFIQRVYNV |
| SQKLYAEHSL |  | LDLP       |  |            |  |            |  |            |

A: Аланін

C: Цистеїн

D: Аспарагінова кислота

E: Глутамінова кислота

F: Фенілаланін

G: Гліцин

H: Гістидин

I: Ізолейцин

K: Лізин

L: Лейцин

M: Метіонін

N: Аспарагін

P: Пролін

Q: Глутамін

R: Аргінін

S: Серин

T: Треонін

V: Валін

W: Триптофан

Задіяний у таких біологічних процесах, як транспорт, транспорт ліпідів. 
Білок має сайт для зв'язування з ліпідами. 
Локалізований у клітинній мембрані, цитоплазмі, ядрі, мембрані, апараті гольджі, ендосомах.